# Jenseits des Rheins
Jenseits des Rheins (Originaltitel: Le Passage du Rhin) ist ein französisch-deutsch-italienisches Kriegsdrama aus dem Jahre 1960. Unter der Regie von André Cayatte spielen Charles Aznavour, Georges Rivière, Nicole Courcel und Cordula Trantow die Hauptrollen.

## Handlung
Frankreich 1940. Die „Grande Nation“ ist militärisch besiegt, Frankreich von der deutschen Wehrmacht besetzt. Zwei französische Soldaten, von Natur aus grundverschieden, müssen die Kriegsgefangenschaft über den Rhein nach Deutschland antreten. Der eine heißt Roger Perrin, ist sanftmütig, äußerst anpassungsfähig und versucht, aus der nun anstehenden Situation das Beste zu machen. Bis Kriegsausbruch 1939 hatte er sich Hoffnung gemacht, eines Tages die Bäckerei seines Schwiegervaters übernehmen zu können. Der andere Mann heißt Jean Durrieu, ist ein idealistischer Journalist, intellektueller als der einfache Roger und auch in seinem Wesen deutlich rebellischer und freiheitsliebender. Anders als Roger, der auf seinen Einberufungsbefehl gewartet hatte, meldete sich Durrieu bei Kriegsausbruch freiwillig zu den Waffen. Die beiden jungen Franzosen lernen sich auf dem Weg in die deutsche Gefangenschaft kennen und freunden sich (aus französischer Sicht) „jenseits des Rheins“ hinter deutschem Stacheldraht an.
Mit zunehmender Dauer des Krieges werden immer mehr deutsche Männer an die Fronten abkommandiert und man benötigt statt ihrer nunmehr Kriegsgefangene für die zu verrichtende Arbeit an der „Heimatfront“. So wird Jean im Schwarzwald zur Arbeit als Schmied zwangsverpflichtet während es Roger sich in demselben deutschen Provinzdorf der deutschen Familie Keßler, deren Familienoberhaupt den Bürgermeister stellt, heimelig machen kann und den Bauern zunächst bei der Ernte hilft. Durrieu hält es nicht lange an Ort und Stelle, sein hyperpatriotisch schlagendes Herz „schreit“ nach Freiheit, und so will er fort von hier, zurück zu den Seinen, um es den „Boches“ heimzuzahlen. Er wagt die Flucht aus Deutschland, lässt seine deutsche Gespielin, die Bürgermeistertochter Helga Keßler, mitten im Walde halbnackt hinter sich und kehrt in unauffälliger Zivilkleidung auf Schleichwegen nach Frankreich zurück. Dort ist nicht nur sein einstiger Redaktionschef Michel Delmas zum Kollaborateur geworden. Durrieu sieht auch seine Freundin Florence wieder, die mittlerweile die Geliebte eines deutschen Offiziers ist. Als Durrieu von der Gestapo verhaftet wird, ist es allerdings Florence, die dank ihrer Beziehungen seine Befreiung ermöglicht. Durrieu gelingt die Flucht zu „Freien Franzosen“, die unter der Führung von General de Gaulle die Heimat befreien wollen.
Derweil wird die Lage im Deutschen Reich immer verzweifelter, doch Roger ist nun in der Hierarchie aufgestiegen und hat es im vorletzten Kriegsjahr 1944 als Ersatz-Bürgermeister – sein Gastvater, Bürgermeister Keßler, ist ebenfalls eingezogen worden – seiner neuen „Wahlheimat“, zu dem das kleine Schwarzwalddorf für ihn geworden ist, gebracht. In dieser Funktion verteilt er, der kleine französische Herrscher über die deutschen „Volksgenossen“, Lebensmittelkarten und Bezugsscheine an Kinder, Frauen und Greise, die vom Dienst an der Waffe verschont worden sind. Das Bleiben hat ihm auch die Liebe leicht gemacht. Seine Flamme ist ausgerechnet die von Jean im Wald zurückgelassene Helga Keßler, die noch sehr junge Tochter seiner „Gasteltern“. Dann fällt auch noch der durch ihn ersetzte Bürgermeister in der Endphase des Krieges, und dessen Witwe stirbt in tiefer Trauer. Als der Krieg im Frühjahr 1945 endlich vorbei ist, möchte Roger Perrin am liebsten in Deutschland bleiben, er hat sich in Land und Leute verliebt und dort seine ganz persönliche Freiheit erfahren. Eigentlich ging es ihm hier, so konstatiert Roger, sehr viel besser als je zuvor in der französischen Heimat…
Durrieu ist bereits Monate zuvor mit seinen Leuten ins befreite Paris eingezogen und hat noch 1944 die Stelle des Chefredakteurs übernommen, nachdem sein einstiger Chef, der Kollaborateur Delmas, aus dem Amt gejagt worden ist. Auch Gestapo-Liebchen Florence ist vorübergehend untergetaucht. Durrieu, der während des Krieges erfahren hat, wie schmal der Grat zwischen Kollaboration und Widerstand ist, macht ihr wegen ihres Verhaltens keine Vorwürfe, zumal er ihrem Eingreifen sein Leben verdankt. Jeans Kollegen haben derweil herausgefunden, welche Rolle seine frühere Geliebte zur Zeit der Besetzung gespielt hatte und wollen dieses Wissen dazu benutzen, Jeans Karriere als Chefredakteur so kurz wie möglich zu gestalten. Er will daraufhin die von ihm geleitete Zeitung verlassen, um mit Florence eine gemeinsame Zukunft zu beginnen, doch sie trennt sich nun endgültig von Jean, um ihm seine Karriere im befreiten Frankreich nicht zu verbauen. Und was ist mit Roger? Der kehrt – eher widerwillig „befreit“ – vorübergehend in die alte Heimat zurück, wo seine Ehefrau all die schlechten Eigenschaften ihrer Mutter übernommen hat, und geht daher umso freudiger „heim“ ins Schwarzwalddorf und zu seiner Helga.

## Produktionsnotizen
Jenseits des Rheins entstand im Mai bis Juni 1960, unter anderem im Taunus gelegenen Dorf Espenschied und im Odenwald (Außenaufnahmen) und erlebte seine Uraufführung im September 1960 während der Biennale in Venedig. Am 27. Oktober 1960 wurde der Film in Deutschland herausgebracht. In Österreich lief Jenseits des Rheins am 17. Februar 1961 an, in Frankreich konnte man Cayattes Inszenierung bereits am 4. November 1960 sehen.
Die Filmbauten entwarf Robert Clavel, die Kostüme Georgette Fillon.
Jenseits des Rheins wurde auf den Filmfestspielen von Venedig 1960 mit dem Goldenen Löwen ausgezeichnet, eine Entscheidung, die zum Teil heftig kritisiert wurde. Die Bonner Republik hingegen feierte den Film als Aushängeschild für die deutsch-französische Aussöhnung.
In Interview mit dem französischen Blatt Express erzählte Cayatte, wie er auf diese Geschichte gekommen sei: Eines Tages, so sagte er, habe man ihm die Geschichte von dem Manne erzählt, die er in dem Film wiedergibt. Zuerst habe er selber auch negativ darauf reagiert. Dieser Franzose sei ihm nicht sympathisch gewesen. Aber dann habe er sich die Geschichte umgekehrt erzählt: Was hätte er gedacht, wenn ein deutscher Kriegsgefangener nicht mehr nach Deutschland zurückkehren wollte und sich in Frankreich häuslich einrichtete? „Ich fand es normal und hatte mich damit selbst besiegt.“ Cayatte besuchte bald darauf den ehemaligen Franzosen in Deutschland. Dieser Mann stammte aus einer kleinbürgerlichen Familie, für die es selbstverständlich war, den Deutschen als Erbfeind zu betrachten. So fand er es normal auszuziehen, um die Deutschen zu töten. Aber später, als Kriegsgefangener, hatte er sich in dem deutschen Dorf jenseits des Rheins so wohlgefühlt, dass ihm die Grenze zwischen den Ländern völlig absurd erschien. Er fühlte sich von einer falschen Vorstellung befreit. Das tat ihm wohl und erlöste ihn.

## Kritiken
„Die Tendenz des Cayatte-Films ist auf deutsch-französische Verständigung und politisch-menschliche Lebensgemeinschaft gerichtet. Höchst sympathisch. Aber der Regisseur André Cayatte entgeht hier nicht der Gefahr des Klischees und der Weitschweifigkeit.“

„… banale französisch-deutsche Ko-Produktion…“

„… ziemlich geschmacklose Diskussion, über die Vorzüge und den Lohn der Kollaboration im Kriege…“

„… deutsch-französischer Heimatfilm…“

Paimann’s Filmlisten resümierte: „Ein Sujet, das ungeschminkt, doch nicht düster und beiden Seiten gerecht werdend durch einprägsam interpretierte Figuren völkerversöhnende Gedankengänge entgegenbringt.“

„Cayattes Film versteht sich als Plädoyer für die Überwindung jeglicher Grenzen: Was zählt, ist nicht politische oder gesellschaftliche Gruppenzugehörigkeit, sondern individuelles Ethos, individuelle Freiheit. Die Thesenhaftigkeit des Entwurfs wird durch glänzende Schauspielerleistungen ausgeglichen.“